# Tam Thanh (Đạo giáo)
Tam Thanh (三清) là ba vị thần tiên tối cao trong Đạo giáo tại Trung Quốc. Tam Thanh bao gồm:
- Ngọc Thanh Nguyên Thủy Thiên Tôn
- Thượng Thanh Linh Bảo Thiên Tôn

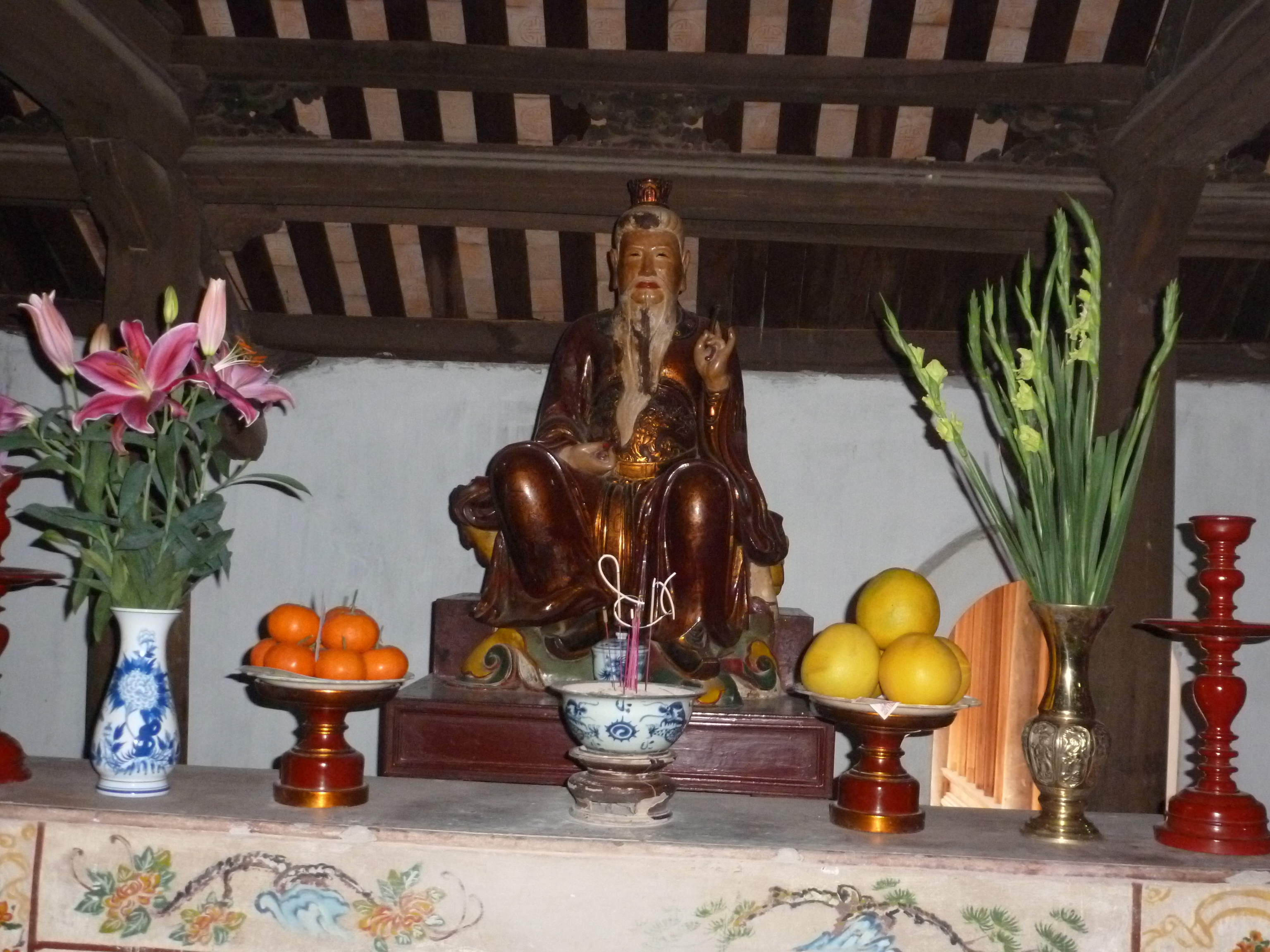
Thái Thanh Đạo Đức Thiên Tôn, cũng chính là Thái Thượng Lão Quân, giáng thân Lão Tử là Đạo Giáo Tổ Sư.

## Nguồn gốc

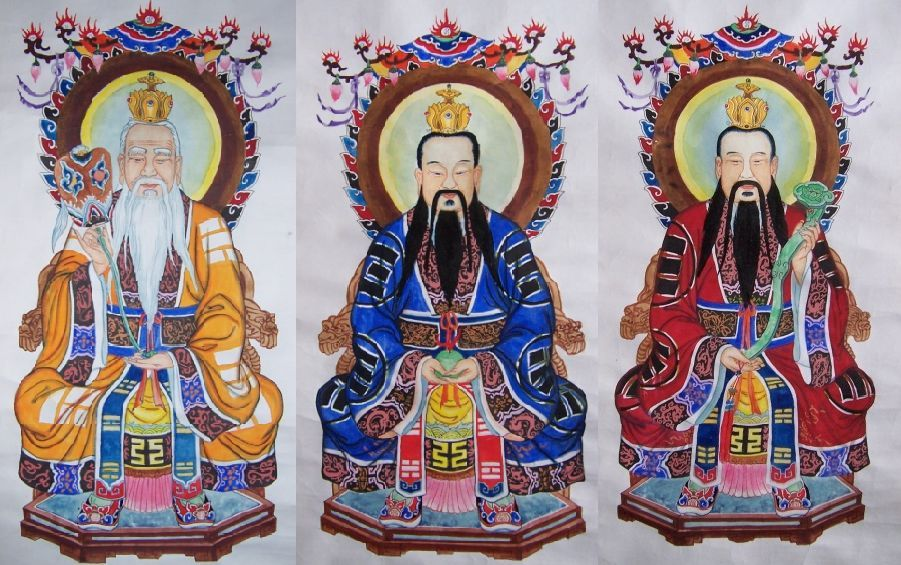
Tranh vẽ Tam Thanh

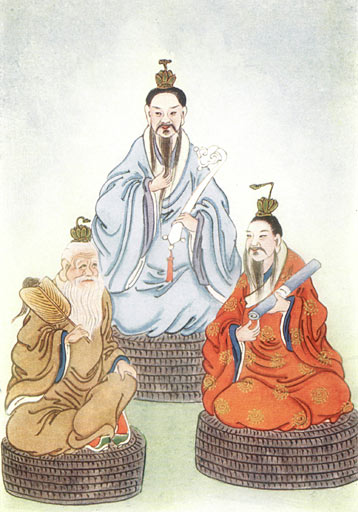
Đạo giáo Tam Thanh

Tam thanh ở động Thiên Tôn, Ninh Bình